# 比利亚斯鲁维亚斯
比利亚斯鲁维亚斯，是西班牙卡斯蒂利亚-莱昂萨拉曼卡省的一个市镇。 总面积40平方公里，总人口360人（2001年），人口密度9人/平方公里。